# Grégory Vignal
Grégory Vignal (Montpellier, 19 luglio 1981) è un ex calciatore francese, di ruolo difensore.

## Caratteristiche tecniche
Nel 2001 è stato inserito nella lista dei migliori calciatori stilata da Don Balón.

## Palmarès

### Club

#### Competizioni nazionali
- Coppa d'Inghilterra: 1

Liverpool: 2000-2001
- Campionato scozzese: 1

Rangers: 2004-2005
- Coppa di Lega scozzese: 1

Rangers: 2004-2005
- Ligue 2: 1

Lens: 2008-2009

#### Competizioni internazionali
- Coppa UEFA: 1

Liverpool: 2000-2001
- Supercoppa UEFA: 1

Liverpool: 2001

### Nazionale
- Campionato d'Europa Under-19: 1

2000